# ناصر خلفان
ناصر خلفان (مواليد 17 أكتوبر 1993 ، لاعب كرة قدم قطري يجيد اللعب في مركز الهجوم.
لعب سابقاً مع أندية العربي ولخويا و أم صلال و الأهلي.

## نادي الدحيل
كان يلعب في نادي لخويا و في عام 2017 صدر قرار بدمج نادي لخويا مع نادي الجيش تحت مسمى نادي الدحيل و انظم بعدها إلى نادي الدحيل .

## النادي الأهلي
إنتقل إلى النادي الأهلي في عام 2018 .

## روابط خارجية
- ناصر خلفان على موقع Soccerway.com (الإنجليزية)